# Stralendorf
Stralendorf is een gemeente in de Duitse deelstaat Mecklenburg-Voor-Pommeren, en maakt deel uit van het Landkreis Ludwigslust-Parchim.

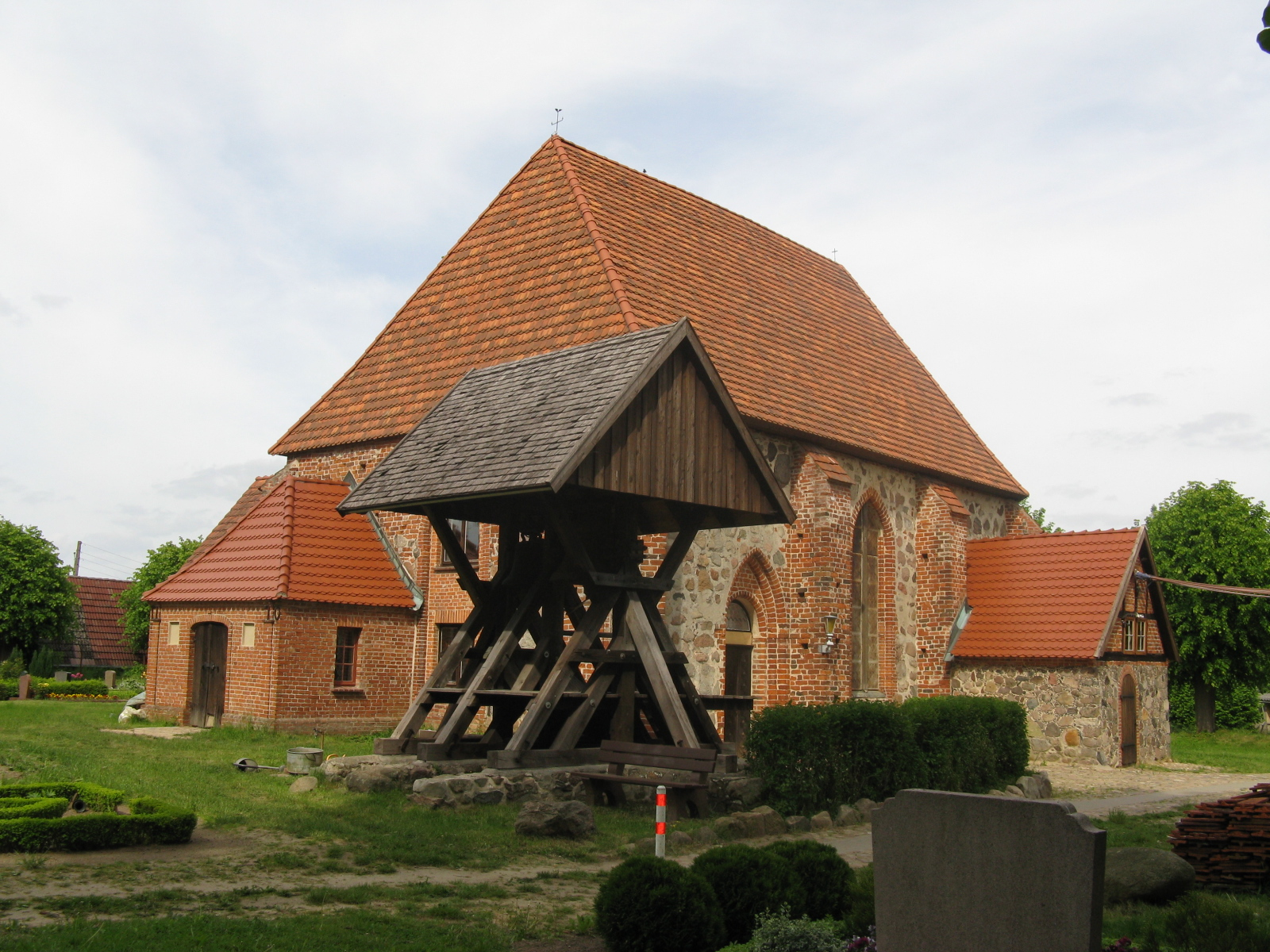
Kerk in Stralendorf

Stralendorf telt 1.357 inwoners.